# Ronchi (Mombercelli)
Ronchi (Ronc in dialetto astigiano) è una frazione del comune italiano di Mombercelli, in provincia di Asti, in Piemonte.

## Storia
Notizie dei primi insediamenti nella frazione Ronchi si hanno intorno ai primi anni del diciannovesimo secolo.

## Geografia fisica

### Territorio
Posizionata a nord-est rispetto al paese di Mombercelli, si trova sul confine tra quest'ultimo e Rocchetta Tanaro, a poco più di 1 km dal Parco naturale di Rocchetta Tanaro. È inserita nella zona dell'Alto Monferrato di Asti, la quale, il giorno 22 Giugno 2014, durante la 38ª sessione del comitato UNESCO a Doha, è stata ufficialmente inclusa, assieme a Langhe e Roero, nella lista dei beni del Patrimonio dell'Umanità. È particolarmente rinomata per i suoi percorsi naturali, adatti sia al turismo che ad attività sportive come il ciclismo o il podismo.

### Clima
Il clima è quello tipico della zona continentale temperata, e prevede inverni freddi e asciutti ed estati calde e secche. La frazione, assieme al comune di Mombercelli e quindi alla provincia di Asti, è inserita nella zona climatica E.

## Monumenti e luoghi d'interesse

### Chiesa
Le origini della chiesa dei Ronchi risalgono al 1881.

## Cultura

### Eventi
L'evento principale della comunità è la processione in onore della Madonna di Lourdes, celebrata annualmente l'ultimo Sabato del mese di Giugno, alla quale occasionalmente seguono dei festeggiamenti, grazie ai quali la comunità si riunisce.

## Enogastronomia

### Enologia
Così come tutta la zona dell'Alto Monferrato di Asti, la frazione è particolarmente rinomata anche per alcune piccole produzioni enologiche locali (quasi tutte prevalentemente a consumo domestico).

## Galleria d'immagini

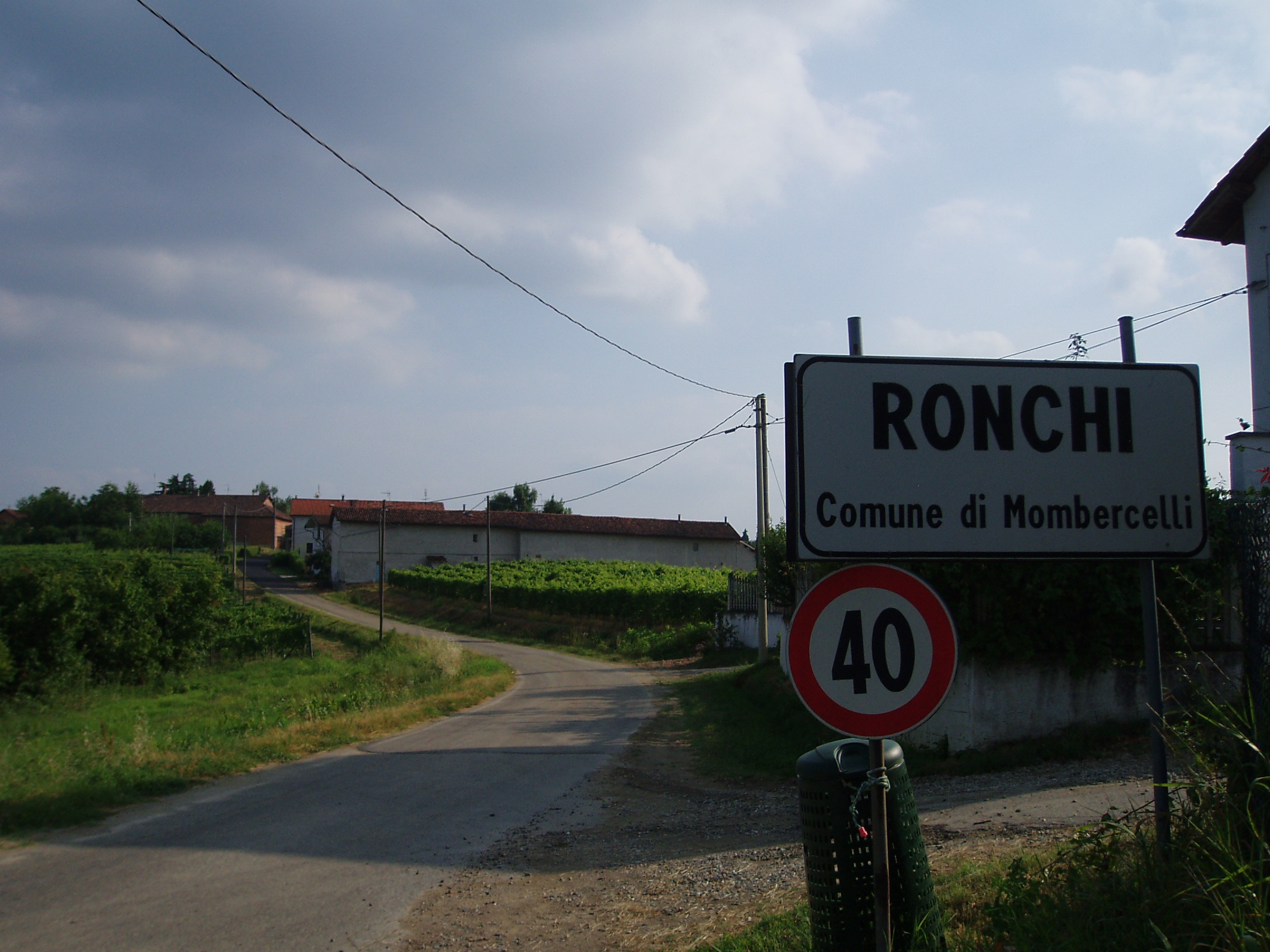
Entrata in frazione Ronchi
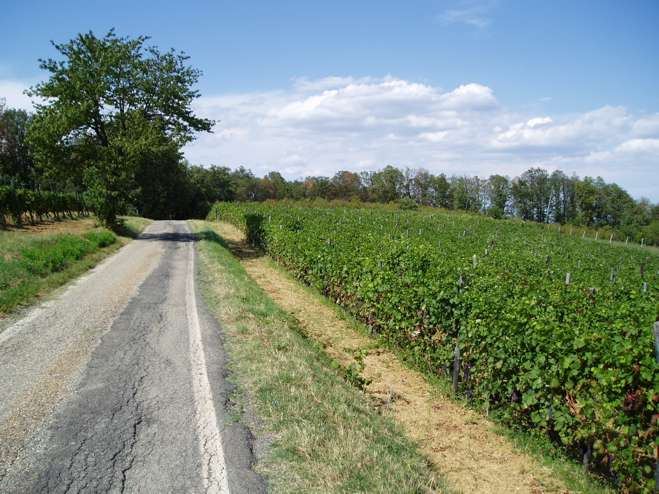
La strada che collega Ronchi al Parco naturale di Rocchetta Tanaro
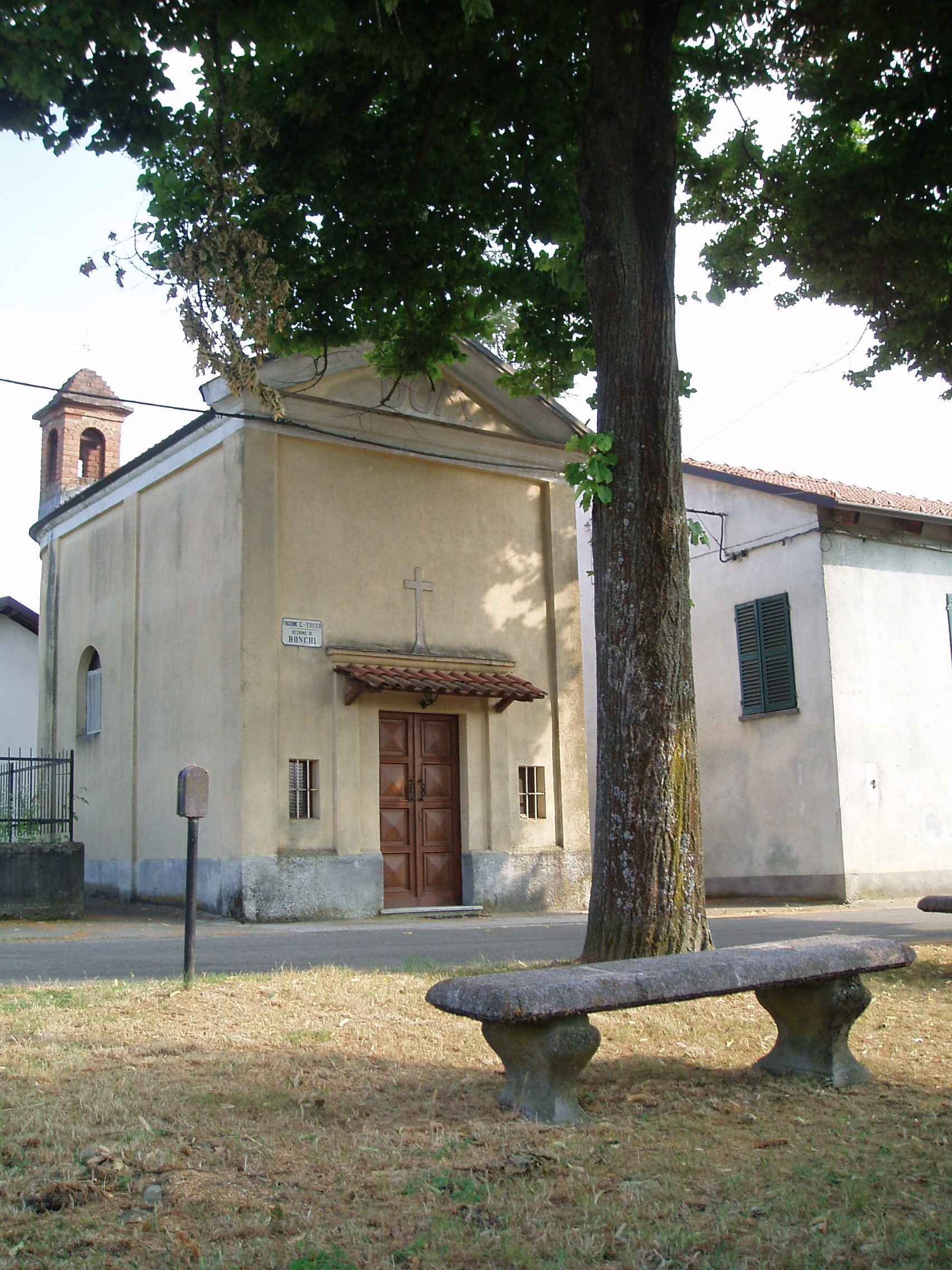
L'antica chiesetta dei Ronchi, costruita nel 1881